# In Battle… (There Is No Law)
In Battle… (There Is No Law) — компіляційний альбом німецького металкор-гурту Heaven Shall Burn. Альбом було випущено 22 серпня 2002 року лейблом Circulation Records. Диск містить 5 пісень з першого EP Heaven Shall Burn In Battle There Is No Law 1998 року та 7 пісень зі ще старіших демо-записів.

## Композиції
1. Partisan 2002 — 03:14
2. Eternal — 04:01
3. Demise — 02:23
4. Competition in Hatred — 02:34
5. Forthcoming Fire — 04:22
6. Thoughts of Superiority — 04:58
7. Mandatory — 06:58
8. The Fallen — 04:51
9. Harmony Dies (з демо 1997 року) — 03:44
10. An Ethic (з демо 1997 року)- 03:35
11. The Fallen (з демо 1997 року) — 05:25
12. The Chaos Before (з демо 1996 року) — 06:23